# The Village (série télévisée)
Pour les articles homonymes, voir The Village.
The Village est une série télévisée britannique en douze épisodes de 60 minutes créée par Peter Moffat diffusée entre le 31 mars 2013 et le 14 septembre 2014 sur BBC One.
Cette série est inédite dans tous les pays francophones.

## Synopsis
L’histoire de la vie dans un village du Derbyshire à travers les yeux de Bert Middleton, un jeune garçon qui va grandir alors que la Première Guerre mondiale fait rage.

## Distribution
- John Simm : John Middleton
- Maxine Peake : Grace Middleton
- Nico Mirallegro : Joe Middleton
- Bill Jones : Bert Middleton (enfant)
- David Ryall : Old Bert
- Charlie Murphy : Martha Lane
- Juliet Stevenson : Clem Allingham
- Augustus Prew : George Allingham
- Emily Beecham : Caro Allingham
- Rupert Evans : Edmund Allingham
- Kit Jackson : Lord Allingham
- Matt Stokoe (en) : Gerard Eyre
- Stephen Walters : Crispin Ingham
- Ainsley Howard : Norma Greaves
- Annabelle Apsion : Margaret Boden
- Anthony Flanagan : Arnold Hankin
- Chloe Harris : Agnes
- Scott Handy : Robin Lane
- Joe Duttine (en) : Rutter
- Amelia Young : Polly
- Jim Cartwright (en) : Peter the Landlord
- Joe Armstrong : Detective Stephen Bairstow
- Alfie Stewart : Bert Middleton (adolescent)
- Ellie Grainger : Mary Middleton

## Fiche technique
- Titre original : The Village
- Création : Peter Moffat
- Réalisation : Antonia Bird et Gillies MacKinnon
- Scénario : Peter Moffat
- Direction artistique :
- Décors :
- Costumes :
- Photographie :
- Montage :
- Musique: Adrian Corker
- Casting :
- Production : Emma Burge, John Griffin, George Faber, Charles Pattinson et Peter Moffat
- Sociétés de production : Company Pictures
- Sociétés de distribution (télévision) : BBC Worldwide
- Budget :
- Pays d'origine : Royaume-Uni
- Langue originale : anglais
- Format : HDTV 1080i
- Genre : dramatique
- Durée : 60 minutes

## Épisodes

### Première saison (2013)
1. Episode 1
2. Episode 2
3. Episode 3
4. Episode 4
5. Episode 5
6. Episode 6

### Deuxième saison (2014)
Le 28 avril 2013, la série a été renouvelée pour une deuxième saison, se déroulant dans les années 1920, diffusée entre le 10 août et le 14 septembre 2014.
1. Episode 1
2. Episode 2
3. Episode 3
4. Episode 4
5. Episode 5
6. Episode 6

## Distinctions

### Nominations
- Festival du film britannique de Dinard 2013 : hors compétition, sélection « UK TV »
- British Academy Television Awards 2014 :
  - Meilleure série dramatique
  - Meilleure actrice pour Maxine Peake
  - Meilleur acteur dans un second rôle pour Nico Mirallegro